# Michelle Stafford
Michelle Stafford (ur. 14 września 1965 w Chicago) – amerykańska aktorka, scenarzystka i producentka telewizyjna, najbardziej znana z roli Phyllis Summers w operze mydlanej CBS Żar młodości.

## Życiorys
Urodziła się w Chicago w stanie Illinois. Wraz z rodzicami i starszą siostrą Janine przeprowadziła się do La Crescenta-Montrose w Kalifornii, gdzie została wychowana. Po ukończeniu szkoły średniej, chciała zostać modelką.
W 1990 roku przyjęła rolę Frankie w operze mydlanej Fox Tribes. Grała na scenie w Los Angeles w przedstawieniach w reżyserii Charlesa Durninga. W październiku 1994 roku została obsadzona w roli Phyllis Summers w operze mydlanej CBS Żar młodości (The Young and the Restless), za którą zdobyła dwie nagrody Emmy (1997, 2004) i trzy Soap Opera Digest Award (1996, 1997, 2003). W 1997 roku jej rolę przejęła aktorka Sandra Nelson do czasu, gdy Michelle wróciła do serialu w 2000 roku. Od grudnia 2006 do lutego 2007 w Żarze młodości grała również rolę Sheili Carter, zastępując Kimberlin Brown.
W 2014 roku trafiła do opery mydlanej ABC Szpital miejski (General Hospital) jako Nina Clay, żona doktora Silasa Claya (Michael Easton). 
Dzięki pomocy surogatki, została matką dwójki dzieci - córki Natalii Scout Lee (ur. 21 grudnia 2009) i syna Jamesona Jonesa Lee (ur. w październiku 2015). 

## Filmografia

### Filmy fabularne
- 1994: Zdążyć przed północą - Gra pozorów (Another Midnight Run) jako gość w hotelu
- 1999: Podwójne zagrożenie (Double Jeopardy) jako Suzanne Monroe
- 2000: Obsesja miłości (Attraction) jako Suzanne
- 2002: Cicha sprawiedliwość (Cottonmouth, TV) jako Renee Alexander
- 2003: Anonimowi krwiopijcy (Vampires Anonymous) jako Taffeta Munro
- 2007: Gdzie jest moja córka? (Like Mother, Like Daughter, TV) jako Dawna
- 2007: Totally Baked: A Pot-U-Mentary jako Jessica, była żona

### Seriale TV
- 1990: Tribes jako Frankie
- 1994: Renegat jako Lauren Jessup
- 1994-97: Żar młodości jako Phyllis Summers
- 1994: Agencja modelek (Models Inc.) jako dziewczyna w toalecie
- 1997: W słońcu Kalifornii jako Joanna Hadley
- 1998: The Player jako Vanessa Evans
- 1998: Oni, ona i pizzeria (Two Guys, a Girl and a Pizza Place) jako April
- 1999: Diagnoza morderstwo jako Trish
- 1999: JAG – Wojskowe Biuro Śledcze jako Suzanne Moore
- 2000: V.I.P. jako Nancy Biggs
- 2000-2013: Żar młodości jako Phyllis Summers
- 2001: Frasier jako Heather Murphy
- 2001: Potyczki Amy jako Linda Barnes
- 2005: Clubhouse jako Sydney
- 2005: Czarodziejki jako Mandi
- 2006–2007: Żar młodości jako Sheila Carter
- 2011: Ringer jako Peggy Lewis
- od 2014: Szpital miejski jako Nina Clay